# Iris pskemensis
Iris pskemensis är en irisväxtart som beskrevs av Rukšans. Iris pskemensis ingår i släktet irisar, och familjen irisväxter. Inga underarter finns listade i Catalogue of Life.